# 유이스 야흐

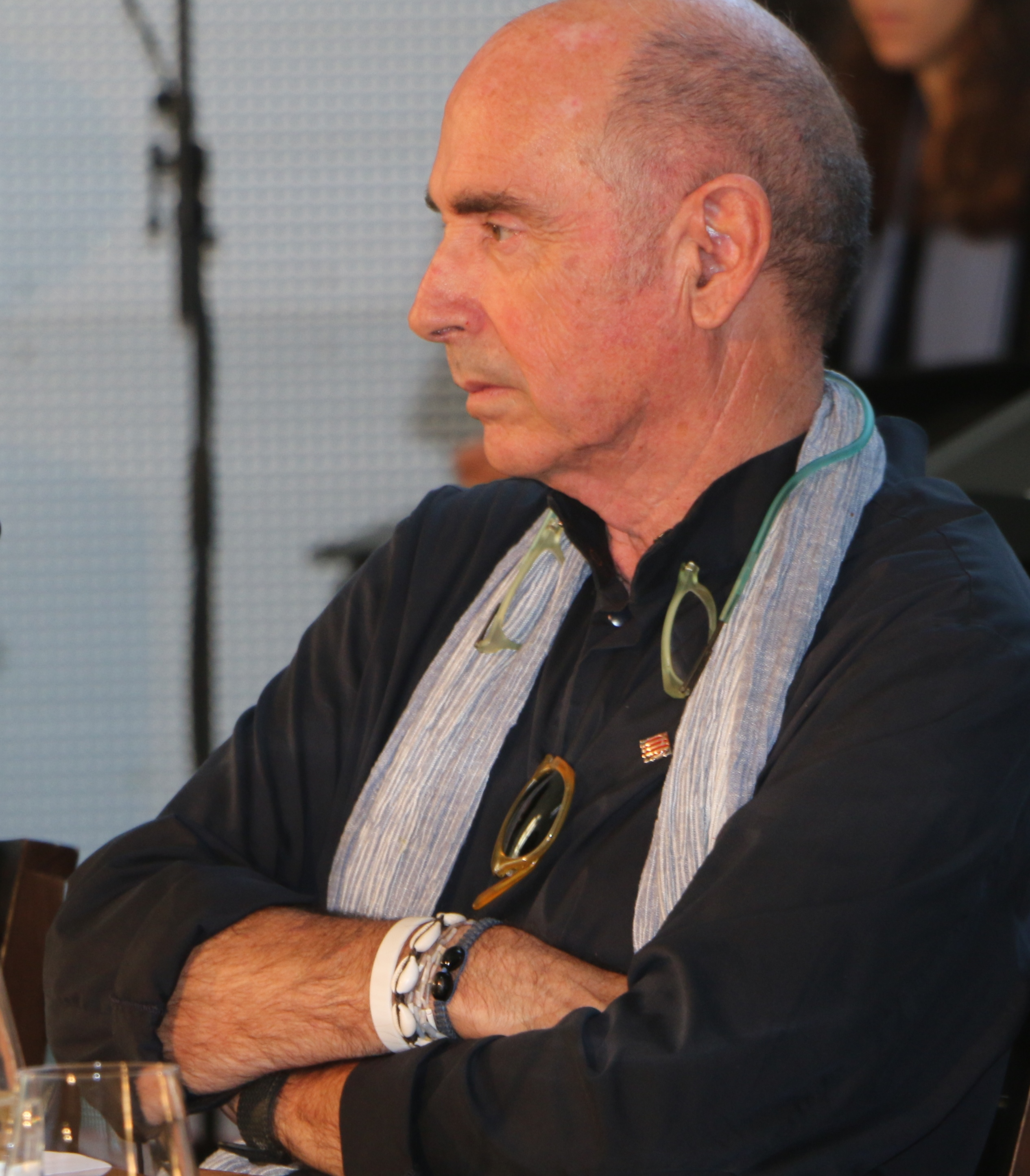
유이스 야흐

유이스 야흐(카탈루냐어: Lluís Llach i Grande 류이스 랴크 이 그란데, 카탈루냐어 발음: [ʎuˈiz ˈʎak], 1948년 5월 7일 ~ )는 카탈루냐의 싱어송라이터, 작곡가이다.

## 개요
그는 프란시스코 프랑코 독재시대때 카탈루냐어로 노래하며 문화적 정체성을 지켜나가자는 노바 칸소(Nova cançó) 저항운동의 대표적인 가수이다. 그 시기엔 카탈루냐어로 노래하는 것이 불법이었다. 그의 유명한 노래 L'Estaca 에서는 떨어지기 직전의 녹슨 막대기로 당시의 암울한 분위기가 묘사되어있다. 이 곡은 카탈루냐 독립운동의 주제곡처럼 불리곤 했다. 박해받던 다른 뮤지션들처럼 그도 독재가 끝날때까지 파리에서 망명생활을 했다.
활동 초기엔 편곡자들의 도움을 받았으나 시간이 갈수록 단순한 싱어송라이터에서 점차 복잡한 곡을 만드는 작곡가로 변해갔다. 기타를 혼자 배운 탓에 그는 단순한 코드의 기타연주를 주로 해왔다. 피아노 연주자로는 프란츠 슈베르트나 레날도 안, 에릭 사티 등 클래식 전통을 잘 따랐을 뿐 아니라 지역의 음악인들인 페레리코 몽포나 마누엘 블란카포르트 등의 영향까지도 흡수했다. 살사나 재즈적인 터치 뿐 아니라 프로그레시브 록의 경향성도 가진다. 그는 마할리아 잭슨이나 자크 브렐 등의 영향을 받았다. 가브리엘 포레의 레퀴엠이나 다른 공연들에서 그는 종종 바리톤 역할을 했다.
그의 가사는 대체로 낭만적이지만 철학적이거나 삶의 아이러니, 정치적인 내용 등도 다수 포함한다. 그는 다수의 시에 곡을 붙이기도 했다. 콘스탄틴 카바피, 마리우스 토레스, 호세프 마리아 데 세가라, 페레 카라트, 미켈 마르티 이 폴 등이 그 시인들이었다.

## 어린시절
그는 Verges의 지주 집안에서 의사의 아들로 태어났다. 바르셀로나에서 부르주아적인 교육을 받았다. 그가 어린시절을 보낸 Baix Empordà지역은 이후 그가 노래에서 자주 애정을 표현한 곳이기도 하다. 부활절이 되면 뿌리를 잊지 않고 그 지역에 찾아가 행사에 참여하곤 했다. 야흐의 말에 따르면 집안에서 음악적 분위기를 만든 사람은 어머니라고 한다. 네살때부터 어머니의 기타와 피아노를 만지작거렸고 여섯살때부터 곡을 조금씩 만들어보기도 했다.
57년 가족이 Figueres로 이주했고 그는 여전히 기숙학교에서 지냈다. 그는 학교가 싫어서 항상 음악의 세계로 도피하곤 했다. 프랑스음악을 좋아했고 특히 자크 브렐을 많이 들었다.
1963년 16세때 그는 바르셀로나의 대입 예비학교로 진학했다. 공학을 지향했지만 이후 경제학으로 등록했다가 결국 학업을 그만두었다. 대신 그는 노바 칸소(Nova cançó)에 빠져들었고 밴드 세제 주제스(Setze Jutges)의 가장 어린 멤버로 활동을 시작한다. 그는 미성숙한 음악 꿈나무였지 아직 재능을 드러내지는 않았다. 그는 67년에 첫 공연을 했는데 공연중 벌벌 떨면서 종종 눈도 감곤 했다. 68년 야흐의 곡 L'estaca가 밴드의 히트곡이 되었다. 이 곡은 카탈루냐어 가사를 포함하고 있었다.

## 저항
그의 첫 앨범 Els èxits de Lluís Llach가 발매되었다. 곡 Irene의 성공에 힘입어 10만장 이상의 판매고를 올렸다.
야흐는 이미 다양한 레퍼토리를 가진 라이브 뮤지션이었다. 금지곡이 된 L'estaca는 가사없이 연주되었다. 야흐는 검열관들에겐 요주의 인물이었다. 그는 70년에 쿠바로 여행가서 프랑코 정권을 비판하며 공연했는데 그때문에 스페인 대사가 경질되기까지 했다. 그는 수차례 연기되었던 마드리드에서의 공연을 12월에 강행했는데 전 곡을 카탈루냐어로 불렀다. 이후 그는 카탈루냐를 제외한 스페인 지역에서의 공연이 수년간 금지되었다. 발렌시아에서 게스트로 참여하기로 했던 공연마저 금지당하자 그는 파리로 망명을 결심했다. 파리에는 파코 이바녜스나 미키스 테오도라키스 등의 망명 가수들이 이미 있었다.
72년 3집을 내고 73,74년에는 주로 파리에서 활동했다. 올림피아 극장에서 가졌던 그의 공연은 호평이었고 관객은 주로 카탈루냐 사람들이었지만 프랑스인들도 상당수 관람했다. 유이스 야흐와 노바 깐소 운동이 파리에서 성공적으로 데뷔한 것이다. 이 성공으로 그는 스위스, 독일, 멕시코 등에서 공연을 이어갔다.
75년작 Viatge a Itaca는 15만장이 팔리는 성공작이었다. 이 앨범은 프로그레시브 록 밴드 푸지운(Fusioon)의 멤버들이 연주해주었다. 그의 공연은 금방 매진되었지만 그는 호텔부터 공연장까지 이동하는 동안에도 경찰의 감시를 받을 정도로 정권은 그를 불편해했다. 공연장을 빠져나가며 관객들은 금지곡 L'estaca를 불렀고 야흐는 이후 공연이 다시 금지되었을 뿐 아니라 10만 페세타의 벌금형을 받았다. 그는 이후 런던, 파리, 베네수엘라 등에서 공연을 해나갔다. 아비뇽에서는 조르주 브라상과 함께 무대에 서기도 했다. 그러던 중 프랑코의 사망소식이 났다.
76년 1월 그는 몬주익에서 3만명을 앞에 두고 공연을 했다. 이후 그의 공연때마다 수많은 사람들이 와서 독재가 끝났음을 함께 기뻐했다. 너무 축제처럼 되어버려서 공연 자체가 불가능할 지경이었다. 하지만 그는 차분히 노래했고 이후 그는 카탈루냐의 포크 영웅으로 자리잡았다. 이러한 분위기는 라이브 음반 Barcelona, gener del 76에 잘 담겨있다.
그러나 이후 공연들에서 너무 정치적인 구호가 난무하자 당국은 또 야흐의 공연을 금지하기 시작했다. 산타 크루즈에서의 공연도 금지되었을 뿐 아니라 강제로 추방당하기까지 했다. 야흐는 바르셀로나 대학에서 1만명의 학생들을 놓고 공연을 강행하기도 했고, 그 과정에서 25만 프랑의 벌금형을 받았다. 이후 노동자들의 총파업과 정권의 탄압이 이어졌으며 야흐는 장례식이 연상되는 앨범 Campanades a morts (1977)을 내놓았다. 이 장엄한 앨범은 4개월만에 25만장이 판매되었다.
78년 그는 미국 쿠바 멕시코 등에서 공연을 했다. 이 공연들은 El meu amic, el mar (1978)으로 발매되었다. 이후 야흐는 대규모 공연을 거의 하지 않았다. 그는 정치적 투사의 이미지에서 벗어나고자 했다. 그랬음에도 불구하고 그의 이미지는 지금까지 투사적인 것으로 남아있다. 78년엔 카탈루냐 저항의 상징같은 곡 L'estaca는 폴란드어 Mury로 번안되어 역시 저항곡으로 불리고 있기도 했다.

## 중기
그는 79년 앨범 Somniem을 발매했는데 그것은 조안 푸스테르(Joan Fuster)의 시에 곡을 붙인 것들로 야흐가 인간본성에 관심을 보이기 시작한 앨범이다. 역시 대중에게 사랑받았다. 야흐는 79년 텐코상(Premio Tenco)을 받았다.
80년엔 독일, 벨기에, 이탈리아, 프랑스 등에서 공연을 했고 첫번째 국회의원 선거에 출마하기도 했다. Verges 50 (1980)을 내놓았는데 앞면을 연주곡만으로 채웠던 시도가 인상적인 앨범이었다.
82년작 I amb el somriure, la revolta은 미켈 마르티(Miquel Martí i Pol)와 함께 작업한 첫번째 앨범으로 신서사이저가 처음 등장했다. 그는 이 시기 공연 수익을 카탈루냐의 암네스티 조직에 기부했다. 국가로부터 성 조지 십자가 상을 받기도 했다.
83년엔 라이몬 호안 마누엘 세라 등과 함께 공연을 가졌다. 84년엔 T'estimo (1984)로 프랑스에선 올해의 작곡가로 선정되기도 했다. Maremar (1985)에서 그는 어머니와 바다를 함께 노래한다. 이 앨범에서는 마리아 델 마르와 마리나 로셀 등과 협연했다. 그해 10만명 앞에서 공연을 했고 그것은 Camp del Barça, 6 de juliol de 1985 (1985)로 발매된다.
새 앨범 다국적 메이저인 CBS에 의해 Astres (1986)가 발매되었다. 87년에도 여러차례 공연을 했는데 관객들의 요구에도 불구하고 L'estaca를 부르지 않은 첫 공연이었다. 같은 해 페데리코 가르시아 로르카 트리뷰트 앨범에 레너드 코헨 조르주 무스타키 안젤로 브란두아르디 도노반 등과 함께 참여했다. Geografia (1988) 발매 이후 오랜만에 파리에서 공연을 가졌다.
데뷔 25주년 기념앨범 Ara, 25 anys en directe (1992)가 나왔다. 초심으로 돌아가서 작은 마을의 공연 등을 담아낸 베스트 앨범 형식이다.

## 후기
새로운 충전을 위해 포레라로 이주한 그는 앨범 Porrera (1995)를 낸다. 작은 마을에서 포크적으로 만든 앨범이다. 기타와 피아노만의 소편성 라이브인 Nu (1997)를 내놓은 이후 그는 대작 9 (1998)를 내놓는다. 로커인 조르디 아르멘골(Jordi Armengol)과 함께 작업한 앨범이다. 99년에는 코소보 전쟁 돕기 음반에 참여하고 2000년엔 카탈루냐 독립국가를 노래한 앨범 Temps de revoltes (2000)를 내놓았다.
Poetes (2004)는 카탈루냐의 시인들을 노래한 앨범으로 특히 자신의 친구이자 오랜 동료 미켈 마르티를 추모한 것이다. 그를 추모하는 공연이 포레라에서 열렸다. 그는 그는 2007년 3월에 은퇴 공연을 자신이 태어나 성장한 고장인 브라바 해안 지역을 돌며 가졌다. 카탈루냐의 후배들은 그에게 헌정하는 앨범을 만들었다.

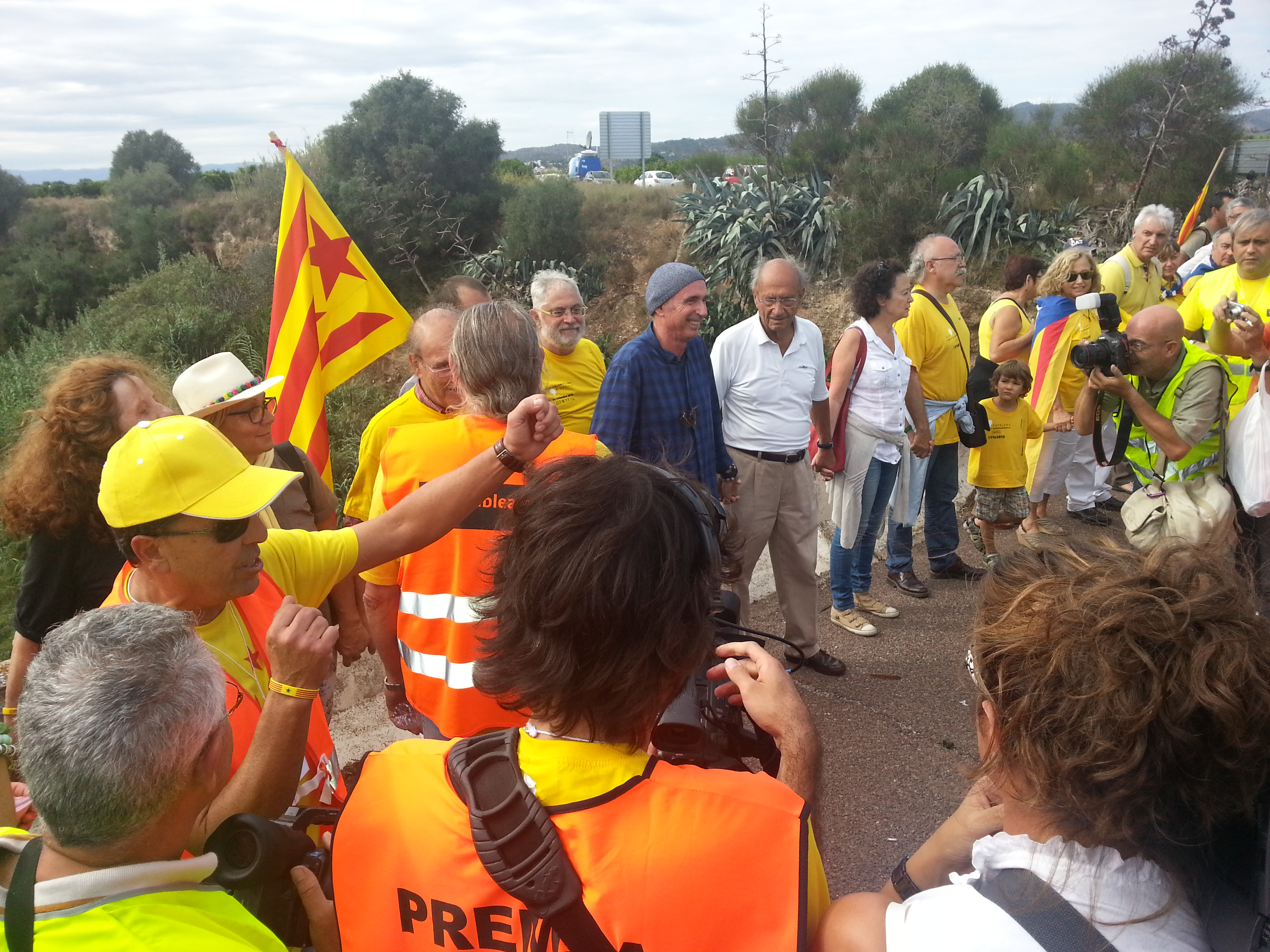
2013년 카탈루냐 독립의 길 저항에 참여한 유이스 야흐 (모자)

야흐는 카탈루냐 독립운동과 좌파 진영의 후원자이다. 그는 2015년 총선에 독립당 후보로 출마해 당선되기도 했다.

## 음반 목록
- Els èxits de Lluís Llach (1968)
- Ara i aquí (1970)
- Com un arbre nu (1972)
  - Lluís Llach a l'Olympia (1973)
- L'Estaca (1973)
- I si canto trist... (1974)
- Viatge a Itaca (1975)
  - Barcelona, gener de 1976 (1976)
- Campanades a morts (1977)
  - El meu amic, el mar (1978)
- Somniem (1979)
- Verges 50 (1980)
- I amb el somriure, la revolta (1982)
- T'estimo (1984)
- Maremar (1985)
  - Camp del Barça, 6 de juliol de 1985 (1985)
- Astres (1986)
- Geografia (1988)
- La forja de un rebelde (BSO)(1990)
- Torna aviat (1991)
- Ara, 25 anys en directe (1992)
- Un pont de mar blava (1993)
- Rar (1994)
- Porrera (1995)
  - Nu (1997)
- 9 (1998)
- Temps de revoltes (2000)
- Jocs (2002)
- Junts (conjuntament amb Josep Carreras, 2003)
- Poetes (2004)
- Que no s'apague la llum (conjuntament amb Feliu Ventura 2005)
- i. (2006)
- Verges 2007 (2007)